# O.Z.N.Z. (Od zawsze na zawsze)
O.Z.N.Z. (Od zawsze na zawsze) – drugi album studyjny polskiego zespołu hip-hopowego Dixon37. Wydawnictwo ukazało się 6 grudnia 2013 roku nakładem wytwórni muzycznej Step Records.
Gościnnie w nagraniach wzięli udział: Ero, Siwers, Paluch, Sowa, Żary, Peja, Bonus RPK, Dudek RPK, Lukasyno, Bilon, Miodu, Sokół, O.S.T.R., Bosski Roman (Firma), Stefan MP (Miejski Przekaz), Tadek (Firma) oraz Młody Krasul.
Płyta dotarła do 8. miejsca listy OLiS i uzyskała certyfikat złotej.

## Lista utworów
1. „OZNZ” – 4:59
2. „Dziś a kiedyś” (gościnnie: Żary, Peja) – 5:05
3. „Punkt widzenia” – 2:36
4. „Pazeroty” (gościnnie: Siwers, Ero, Paluch) – 6:23
5. „Tak się nie da” – 2:55
6. „Jestem z tobą” (gościnnie: Sokół, O.S.T.R.) – 5:01
7. „Antywizja” – 3:14
8. „WNM2” (gościnnie: Miodu) – 3:44
9. „Nie zwariować” (gościnnie: Lukasyno, Bilon) – 5:18
10. „Sprzedałeś wszystko” – 2:50
11. „Tylko raz” (gościnnie: Dudek RPK, Bonus RPK) – 4:40
12. „Zaufanie” – 2:52
13. „Cichy świadek” (gościnnie: Bosski Roman, Stefan, Tadek, Młody Krasul) – 4:56
14. „Nic z niczego” – 3:03
15. „Nasze jutro” (gościnnie: Sowa) – 4:12
16. „Dziś już was nie widzę” (gościnnie: NWS) – 4:03
17. „Ekipa, muzyka, pieniądze” – 3:32